# قائمة الدول حسب تجارب أبحاث الخلايا الجذعية
هذه قائمة الدول حسب تجارب أبحاث الخلايا الجذعية لغرض تسويق العلاجات اعتبارا من شهر مارس 2014، وذلك وفقا للبيانات التي نشرها موقع التجارب السريرية.
| المرتبة | الدولة/الإقليم   | العدد التجارب السريرية |
| ------- | ---------------- | ---------------------- |
| 1       | الولايات المتحدة | 136                    |
| 2       | كوريا الجنوبية   | 40                     |
| 3       | الصين            | 17                     |
| 3       | إسبانيا          | 17                     |
| 5       | إسرائيل          | 12                     |
| 6       | الهند            | 11                     |
| 7       | ألمانيا          | 7                      |
| 8       | ماليزيا          | 4                      |
| 8       | بنما             | 4                      |
| 10      | المملكة المتحدة  | 3                      |
| 11      | هونغ كونغ        | 2                      |